# Danguwapasi
Danguwapasi è una suddivisione dell'India, classificata come census town, di 5.174 abitanti, situata nel distretto del Singhbhum Occidentale, nello stato federato del Jharkhand. In base al numero di abitanti la città rientra nella classe V (da 5.000 a 9.999 persone).

## Geografia fisica
La città è situata a 22° 10' 24 N e 85° 35' 14 E.

## Società

### Evoluzione demografica
Al censimento del 2001 la popolazione di Danguwapasi assommava a 5.174 persone, delle quali 2.754 maschi e 2.420 femmine. I bambini di età inferiore o uguale ai sei anni assommavano a 723, dei quali 374 maschi e 349 femmine. Infine, coloro che erano in grado di saper almeno leggere e scrivere erano 3.494, dei quali 2.148 maschi e 1.346 femmine.